# 巴黎迪士尼樂園
迪士尼樂園，原名歐洲迪士尼樂園，是一個位於法國馬恩拉瓦萊的主題公園。該公園於1992年4月12日開放，是巴黎迪士尼度假區兩大主體公園中的一個，由華特迪士尼幻想工程設計，其佈局類似於加州迪士尼樂園和佛羅里達州的神奇王國。佔地約56.656公頃（140英畝），以童話故事和迪士尼人物為主題，是世界單體面積第二大的迪士尼樂園，僅小於上海迪士尼樂園。
2016年，該公園接待了約840萬遊客，成為全歐洲訪問量最多的主題公園，也是全球訪問量第13大的主題公園。該公園以粉紅色的睡美人城堡為代表，是複製於迪士尼公司在1959年電影《睡美人》中出現過的城堡。

## 歷史
在迪士尼公司建造巴黎迪士尼乐园时，為了使巴黎迪士尼樂園更加獨特，而不是單純的複制美國的原件，迪士尼公司對美式迪士尼乐園的佈局進行了大幅度删改。其中的變化包括將“明日世界”改為“發現世界”，並賦予其蒸汽龐克的主題；其他改變的元素包括幽灵公馆这个游乐园鬼屋，它在巴黎迪士尼的版本中有法国殖民地的新劇情，名称也变为幻影莊園；太空山的刺激度也變得更高。同時，巴黎迪士尼樂園在歐洲的地理位置給它自己帶來了巨大挑戰，“睡美人城堡 ( Le Château de la Belle au Bois Dormant)”的設計師說，對於有真正的歐式城堡的歐洲，巴黎迪士尼的城堡必須被重新設計。設計師們為了應對巴黎的潮湿而且冬天偏冷的天氣，乐园的总设计师邁克爾艾斯納下令在园区内增加了被稱為“拱廊”的有蓋人行道，在酒店和餐館中安裝35個有火的壁爐。
因为巴黎迪士尼乐园及其週圍的設施未能達到財務預期，導致它改名，“歐洲”一詞被逐步淘汰。在1994年5月之前它的正式名稱是“歐洲迪士尼”，在1994年9月為之前是“歐洲迪士尼樂園”，在2002年2月之前是“巴黎迪士尼樂園”，從2002年3月起直接叫“迪士尼樂園”，而“巴黎迪士尼樂園”則成為整個巴黎迪士尼度假區的名稱。
邁克爾·艾斯納 (Michael Eisner) 指出，“作為美國人，欧洲（Euro）一詞意味著有魅力的或令人興奮的，但對於歐洲人來說，它是一個與歐元、商業和地理相關的術語。將公園重新命名為巴黎迪士尼樂園能讓人們把它和世界上最浪漫的城市聯繫起來。”
2020年3月14日，由於持續的COVID-19大流行，巴黎的迪士尼樂園和華特迪士尼影城暫時關閉。這兩個公園都關閉了4個月，並於2020年7月15日恢復運營，但有嚴格的規定，例如限制遊客人數、保持社交距離和強制佩戴口罩。在第二次全國封鎖後，公園於2020年10月29日再次關閉。公園於2021年6月17日才重新開放。

## 名稱演變
1992年4月12日開園，是世界第四个迪士尼乐园。開園当時的名称是「歐洲迪士尼(Euro Disneyland)」，但是現在改為「巴黎迪士尼（Disneyland Park）」。
另外，在巴黎的華特迪士尼影城成立以後，“巴黎迪士尼”這個名稱成為了全體度假區的名稱，“巴黎迪士尼樂園”才是指和神奇王國一樣的那個經典迪士尼樂園。另外，英文中的寫法也不同，巴黎迪士尼“度假區”是寫成「Disneyland Paris」，而巴黎迪士尼“樂園”的名稱是拋棄英文，改寫成法文的「Parc Disneyland」。

## 基本介紹

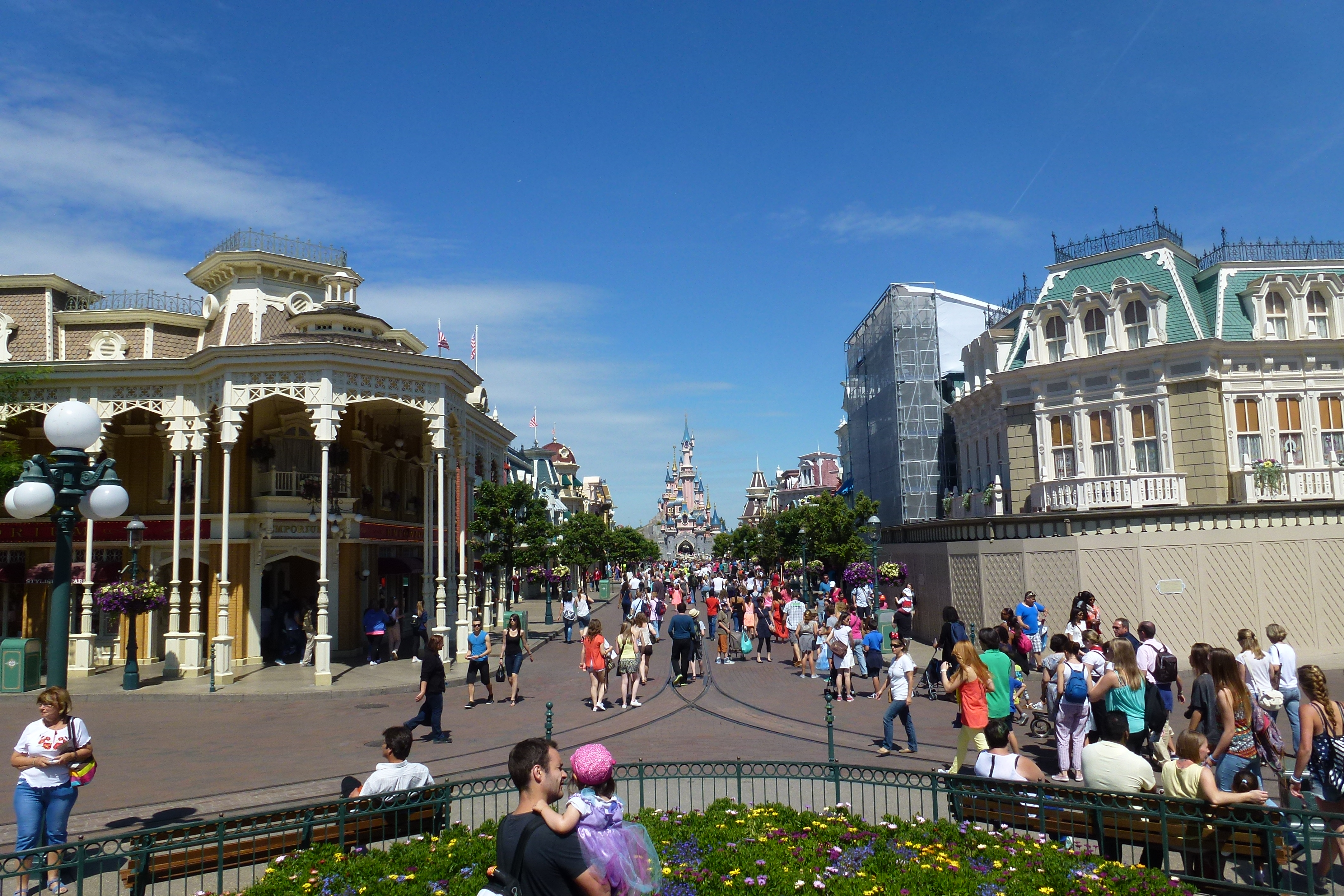
巴黎迪士尼樂園的“美國小鎮大街”，呈現北美法屬殖民地的建築風格

### 位置與面積
是一座位於法國法蘭西島马恩河谷的神奇王國型迪士尼樂園，和另外一個華特迪士尼影城共同組成巴黎迪士尼樂園度假區。巴黎迪士尼由迪士尼的子公司——歐洲迪士尼SCA直接建設及營運，其前身被稱為歐洲迪士尼（Euro Disneyland），是世界第四座、歐洲第一座迪士尼樂園。它的面積高達56.66公頃，不算整個度假區，單以迪士尼樂園的面積來說，是世界上第二大的迪士尼樂園，第一大是上海迪士尼乐园。算上整個度假區的話，也是除了美国佛州的華特迪士尼世界度假區之外世界第二大的度假區。

### 使用語言
巴黎迪士尼到處充滿專門為歐洲遊客量身定制的玩樂方式，顯得跟其他迪士尼更多的不一樣。它的官方溝通語言為法語及英語，但是為了對應來自歐洲各地的遊客，在紙本導覽圖上也配有意大利語、西班牙語、荷蘭語、德語、俄語等其它歐洲語言。

### 建築風格
巴黎迪士尼樂園和世界其他迪士尼最大的區別就在於“建築風格”。巴黎樂園的所有建築都經過特殊的設計，並不是美式的建築風格，而是法國洛可可風、巴洛克風和凡爾賽風的混合體，以粉紅色、金色和深藍色為主基調。雖然巴黎的迪士尼樂園是以美國佛羅里達州的神奇王國為原型，而非第一個加州迪士尼樂園為原型的；但裏面的建築物都改成法屬北美殖民地的風格，而不是現代的純美國風。
巴黎迪士尼是唯一採取“迪士尼樂園和飯店連成一氣”的設計的迪士尼樂園，這個大門上有著米老鼠形狀的大鐘，同時大門也兼做真的能讓人住的迪士尼大飯店。穿越過大飯店之後就真是的進入了迪士尼樂園了，走入園區的第一眼就可以看到巴黎迪士尼的標誌性建築物——睡美人城堡。該城堡和加州迪士尼那低矮的睡美人城堡非常不同，使用了大量粉紅色和金色裝飾，在體型上和佛州迪士尼、東京迪士尼的灰姑娘城堡一樣高大。巴黎迪士尼的城堡也是所有迪士尼樂園中唯一一個將城堡、假山、老樹和底下迷宮結合在一起的，從正面看就像是一個有弧度的等腰三角形，城堡內部還有一條由《睡美人》中的反派皇后——黑魔女變化而成的黑龍，噴吐著綠色的火焰。
至於為什麼巴黎迪士尼的城堡會那麼特殊，是因為歐洲人在一生中已經見過太多真正的城堡了，比起完全復原一個古代的城堡，不如去塑造一個現實中不存在過的夢幻城堡，這樣才能凸顯迪士尼自己的特色。與此同時，這還可以勾起法國國民的好奇心，順便吸引其它歐洲國家的遊客。

### 經營狀況
巴黎迪士尼在開業的30年中，在2016年之前只有3年沒有虧損，在2017～2019年間終於實現營利，之後的2020～2021年由於全球新冠狀病毒疫情而再度虧損，2022年起又重新恢復營利。
該樂園的嚴重財政虧損一直是困擾迪士尼公司的問題，作為迪士尼公司第二個海外迪士尼（第一個為東京迪士尼），巴黎迪士尼曾經和日本迪士尼一樣，並不是迪士尼公司直接經營的，這讓它的各種服務內容都差於美國和日本的迪士尼樂園。不過，這個狀況隨著2017年“股權被迪士尼公司全面回收”之後就開始了好轉，迪士尼在對巴黎迪樂園直營後展開大刀闊斧的投資，推動了園內的消費成長，終於在2017～2019年間實現了連續三年的正增長。但好景不長，在2020年因冠状病毒病疫情而導致遊客人數下降。2022年，因為巴黎迪士尼的30週年慶典又一次大獲成功，擴建了多個漫威園區、刺激遊樂設施，並且用金色油漆重新粉刷了幾乎所有的建築物，所以讓財政迅速好轉，目前每年已有500萬美元的營餘。
- 2008年 – 12,688,000人[19]
- 2009年 – 12,740,000人[20]
- 2010年 – 10,500,000人[21]
- 2011年 – 10,990,000人[22]
- 2012年 – 11,500,000人[23]
- 2013年 – 10,430,000人[24]
- 2014年 – 9,940,000人[25]
- 2015年 – 10,360,000人[26]
- 2016年 – 8,400,000人[27]
- 2017年 – 9,660,000人[28]
- 2018年 – 9,843,000人[29]
- 2019年 – 9,745,000人[30]
- 2020年 – 2,620,000人[31]

## 主題園區
巴黎迪士尼樂園分為五個主題園區，包括：美國小鎮大街(Main Street.USA)、冒險世界(Adventureland)、邊域世界(Frontierland)、幻想世界(Fantasyland)、及探索世界(Discoveryland)。

### 美國小鎮大街

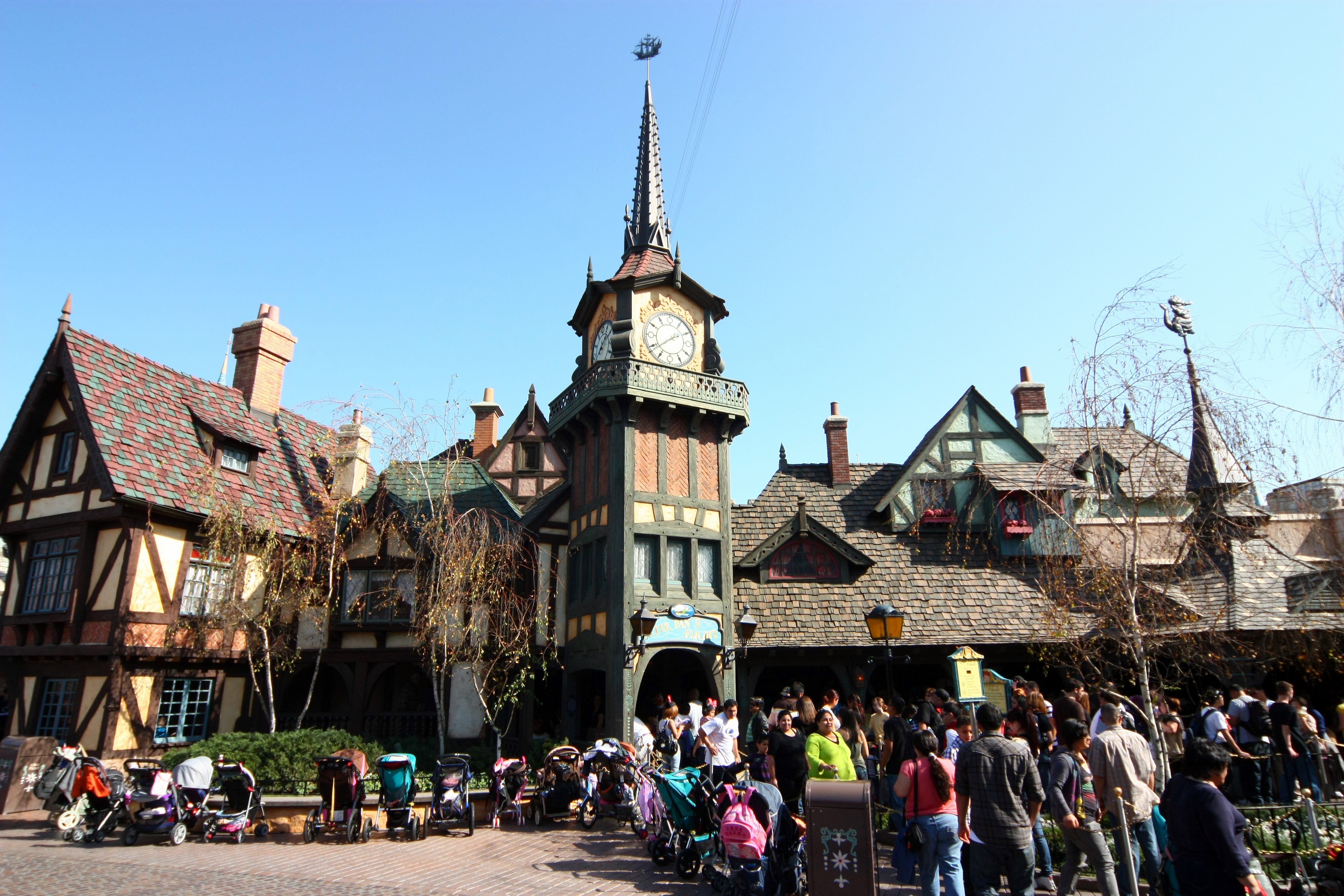
美國小鎮大街捷径，比起美式、更加多的是欧式风格

美國小鎮大街（Main Street, U.S.A.）是進出樂園的地方，顯示出18世紀初的歐洲殖民者在美国建造建筑物的風情，尤其以法屬北美的建築風格居多，但也有英式、荷蘭式和西班牙式的建築。
遊樂設施
- 小鎮大街古董車
- Horse-Drawn Streetcars
- 自由拱廊
- 發現拱廊
- 市鎮會堂
- 迪士尼樂園鐵路美國小鎮大街火車站
- Central Plaza Stage

餐飲設施
- Walt's-An American Restaurant
- Plaza Gardens Restaurant
- Casey's Corner
- Victoria's Home-Style Restaurant
- Market House Deli
- Cable Car Bake shop
- Cookie Kitchen
- The Coffee Grinder
- The Ice Cream Company
- The Gibson Girl Ice Cream Parlour

商店
- Dapper Dan's Hair Cuts
- 百貨店
- Town Square Photography
- 赫林頓鐘錶珠寶Fine China & Porcelains
- 大街摩托
- Disneyana Collectibles
- Boardwalk Candy Palace
- 迪士尼公司
- The Storybook Store
- Disney Clothiers, Ltd.
- Lilly's Boutique
- Ribbons & Bows Hat Shop
- The Bixby Brothers
- Glass Fantasies
- Plaza East Boutique & West Boutique

### 探險世界
探險世界（Adventureland）。巴黎迪士尼乐园的探险世界是介于美国、日本、香港的探险世界和上海市迪士尼的探险世界两者之间的风格。和上海迪士尼一样，没有其他迪士尼所拥有的经典项目『丛林巡游』，但是却有潜水艇和海盗船；但是和上海迪士尼不一样的是，上海没有潜水艇、而且海盗船也是《加勒比海盗》里面的海盗船，而巴黎的海盗船是小飞侠《彼得潘》里面虎克船长的海盗船。另外，巴黎的探险世界里面还有一个做成过山车形式的印第安纳琼斯，和元祖迪士尼乐园、东京迪士尼海洋的印第安纳琼斯完全不同。另外，把巴黎的加勒比海盗的顺序，和其所有迪士尼加勒比海盗的场景顺序都不同。
遊樂設施
- 探險島嶼
- 印第安瓊斯的礦車追逐
- 海盜沙灘
- 加勒比海盜
- 魯賓遜家族大樹屋
- 阿拉丁的魔法走廊
- 虎客船長的海盜船

食飲設施
- 阿古拉巴咖啡店
- 藍海灘餐廳
- Collpost快餐
- Hathi上校比薩餅總部
- Hakuna Matata餐廳

商店
- 印第安那瓊斯的冒險基地
- 船長行李箱
- 奇怪的長頸鹿
- Shéhérazade的寶藏

### 邊域世界
邊域世界（Frontierland）。此处有巴黎迪士尼在全球迪士尼的范围中引以为傲的巨雷山铁路和幽灵公馆，巴黎版本的巨雷山铁路是所有迪士尼乐园中最大、最长、速度最快的。巴黎版本的幽灵公馆是所有迪士尼乐园中最恐怖、时间最长的，並擁有原創劇情，簡單來說是“法国殖民者的女儿在得不到心爱的男人後自杀，死後化身为恐怖的殭屍新娘，召喚殭屍群袭击北美殖民小镇”的场景。
游乐设施
- Phantom Manor
- 巨雷山
- Thunder Mesa Riverboat Landing
- Rustler Roundup Shootin' Gallery
- Legends of the Wild West
- River Rogue Keelboats (Coyote and Raccoon)
- 迪士尼樂園鐵路邊域世界火車站

商店
- Pocahontas Indian Village
- Critter Corral

### 幻想世界
幻想世界（Fantasyland）是一個充滿想象、希望和夢想的地方，以各迪士尼曾演繹的童話為主題。巴黎版本的幻想世界对比其他迪士尼乐园。非常多次的使用粉红色和金色，呈现出欧洲的奢华感。
游乐设施
- 睡公主城堡 (Le Château de la Belle au Bois Dormant)
- La Galerie de Belle au Bois Dormant
- 小小世界 It's a Small World
- 小飛俠天空之旅 Peter Pan's Flight
- 白雪公主冒險旅程 Blanche-Neige et les Sept Nains
- 小木偶奇遇記 Les Voyages de Pinocchio
- 小飛象旋轉世界 Dumbo the Flying Elephant
- 城堡旋轉木馬 Le Caroussel de Lancelot
- 瘋帽子旋轉杯 Mad Hatter's Tea Cups
- 愛麗斯夢遊仙境迷宮 Alice's Curious Labyrinth
- La Tanière du Dragon
- Casey Junior, Le Petit Train du Cirque
- 迪士尼樂園鐵路 - 幻想世界火車站

餐厅
- Le Pays des Contes de Fées
- Les Pirouettes du Vieux Moulin

### 發明世界
發明世界（Discoveryland）：因為巴黎迪士尼因為地處歐洲，所以不是根據美國的“螢光燈、白色銀色藍色、星空銀河、太空人”等元素為主基調，而是以“17～19世紀，歐洲發明家幻想出來的未來世界”為主基調，呈現蒸汽龐克風格，以暗金色和金屬反光為建築風格。「發明世界」的主體也不是未來世界，而是以“歐洲古典科學時期”為主題，園區風格以作家Jules Verne的文科幻小說、達文西的畫作、古代歐洲人的科學幻想為主，可以看到熱汽球、潛水艇、鑽地井等復古的探險工具。
園區內最受歡迎的遊樂設施是室內漆黑過山車——巴黎版「飛越太空山」。巴黎版太空山也是全球迪士尼当中最快速、最长、最刺激的，並且還採用了火箭發射系統，其他迪士尼都是螺旋式出發，唯獨巴黎迪士尼是像火箭一樣一口氣發射到頂端再極速降落。
游乐设施
- 飛越太空山Mission 2
- Orbitron, Machines Volantes
- 馳車天地
- Star Tours
- 巴斯光年星際歷險 (formerly Le Visionarium)
- 迪士尼樂園鐵路 - 發現世界火車站

餐厅
- Honey, I Shrunk the Audience
- Les Mystères du Nautilus (The Mysterys Of The Nautilus, former Submarine Voyage)
- Arcades Alpha & Beta
- L'Astroport Services Interstellaires

## 外部連結
- Disneyland Resort Paris Official Website （页面存档备份，存于）
- The Disneyland Report - Disneyland Paris and Disney news （页面存档备份，存于）
- Dlp.info - The Guide to Disneyland Resort Paris （页面存档备份，存于）
- Google Maps (Satellite Image)